# Fly High Tour
Fly High Tour – trasa koncertowa polskiej piosenkarki Dody. W ramach niej zaplanowano koncerty głównie na terenie Polski. Pierwszy z nich odbył się 24 maja 2013 roku na terenie Akademii Leona Koźmińskiego w Warszawie. Jeden z koncertów, we Wrocławiu w Hali Stuleci, został zarejestrowany na potrzeby koncertowego albumu Fly High Tour – Doda Live.

## Informacje ogólne
23 lutego 2013 roku Doda, za pośrednictwem serwisu Facebook, ogłosiła, że zaczęła przygotowania do kolejnej trasy koncertowej i zdradziła jej nazwę. 17 marca na oficjalnej stronie koncertowej artystki pojawiły się pierwsze daty koncertów, które obejmowały głównie terytorium Polski. 25 kwietnia w aplikacji Instagram Doda zamieściła trzy zdjęcia przedstawiające stroje przygotowane specjalnie na trasę. Dwa dni później udostępniła logo trasy.
6 maja w dwutygodniku „Gala” pojawił się obszerny wywiad z Dodą, która opowiedziała o nadchodzącej trasie koncertowej. Wywiad zilustrowano sesją zdjęciową, która nawiązuje do głównego motywu Fly High Tour, jakim są azteckie wzory. 11 maja artystka opublikowała dwa projekty strojów autorstwa Alicji Czarnieckiej, w których występuje podczas koncertów. W kolejnych dniach zamieściła zdjęcie oraz nagranie wideo z sali prób, w której przygotowywała się do trasy ucząc się dancehallu.
16 maja pojawiła się w programie Pytanie na śniadanie, natomiast dwa dni później w Dzień dobry TVN. W obu programach przeprowadzono z nią wywiad, podczas którego Doda opowiedziała o nadchodzącej trasie. Dodatkowo w programie produkcji TVN zaśpiewała singel „Electrode” w nowej aranżacji. W tym samym dniu artystka wystąpiła w warszawskim klubie Glam, gdzie po raz pierwszy można było zobaczyć nowe elementy trasy.
24 maja 2013 roku odbył się pierwszy oficjalny koncert w ramach trasy Fly High Tour.
28 listopada 2013 roku we Wrocławiu odbył się koncert, który został zarejestrowany na potrzeby koncertowego DVD. Podczas koncertu Doda wykonała lekko zmienioną listę utworów oraz zaśpiewała nowy cover – „Wrecking Ball” Miley Cyrus. Premiera albumu odbyła się 14 marca 2014. Płytę promował teledysk do utworu „High Life”, którego premiera odbyła się 14 lutego 2014.
Koncerty w ramach „Letniej sceny ESKI 2014” różnią się od tych tradycyjnych z trasy Fly High Tour, gdyż scena nie jest przystosowana do show Dody. Wtedy jest to Anty Tour. Podczas tych koncertów wokalistka wykonuje utwory w rockowych aranżacjach.

## Opinie
Trasę pochwaliła m.in. polska wokalistka Honorata „Honey” Skarbek, która na swoim blogu napisała: „Poprzednia trasa nie była dla mnie czymś zaskakującym, natomiast za ten koncert (w Warszawie – przyp. red.) należą się owację na stojąco. Wszystko zaplanowane od początku do końca. Efekty, gadżety, wizualizacje, tancerze, stroje. Dokładnie tak jak wygląda to za granicą. To bez wątpienia najlepszy show polskiej artystki pop, jakie widziałam. Jestem przekonana, że każdy, kto zobaczy koncert z trasy Fly High Tour, będzie bardzo pozytywnie zaskoczony. Mimo tragicznych warunków pogodowych (ulewa non stop!), Doda pokazała 100% profesjonalizm i poświęcenie dla fanów. Warto też wspomnieć o umiejętnościach wokalnych, które u niej są niepodważalne. Wiele razy słyszałam ją na żywo, a jeśli ktoś z Was nie-uwierzcie mi czasami ciary są na całego... + taniec, do czego się konsekwentnie przygotowywała i to widać! Czego chcieć więcej? Światowy poziom, uroda, talent, fani.”.

## Lista utworów
Poniższa lista zawiera utwory, które zostały wykonane podczas koncertu w Warszawie.
1. „Intro”
2. „Fuck It”
3. „Electrode”
4. „To jest to”
5. „Dżaga”
6. „Bad Girls” (nowa wersja)
7. „Katharsis”
8. „Szansa” (nowa wersja) / „Man Down” (cover Rihanna)
9. „Twa energia” (oraz Dżaga)
10. „Titanium” (cover David Guetta feat. Sia)
11. „Nie daj się” (nowa wersja)
12. „Dziękuję”
13. „Nie zawiedź mnie” / „Dejanira” / „2 bajki”
14. „Chimera” / „To Ty” / „Mam tylko Ciebie”
15. „XXX”
16. „Electrode” (Marco Remix)

## Lista koncertów
| Data                 | Miasto                               | Państwo         | Miejsce                                                      |
| -------------------- | ------------------------------------ | --------------- | ------------------------------------------------------------ |
| 18 maja 2013         | Warszawa                             | Polska          | Klub Glam, ul. Żurawia 22                                    |
| 24 maja 2013         | Warszawa                             | Polska          | Akademia Leona Koźmińskiego, ul. Jagiellońska 59             |
| 4 czerwca 2013       | Gdańsk                               | Polska          |                                                              |
| 8 czerwca 2013       | Poddębice                            | Polska          | Stadion Miejski, ul. Mickiewicza 19                          |
| 12 czerwca 2013      | Warszawa                             | Polska          |                                                              |
| 15 czerwca 2013      | Michałowo                            | Polska          | Amfiteatr Miejski nad Zalewem                                |
| 22 czerwca 2013      | Uniejów[A]                           | Polska          | Termy Uniejów                                                |
| 23 czerwca 2013      | Strzegom                             | Polska          | Rynek Miejski                                                |
| 29 czerwca 2013      | Braniewo                             | Polska          | Amfiteatr Miejski, Plac Wolności, ul. Sądowa                 |
| 6 lipca 2013         | Żerków                               | Polska          | Stadion Miejski ul. Cmentarna                                |
| 7 lipca 2013         | Byczyna                              | Polska          | Stadiom Miejski, ul. Brzozowa                                |
| 10 lipca 2013        | impreza zamknięta                    | Polska          |                                                              |
| 27 lipca 2013        | Krynica Morska[A]                    | Polska          |                                                              |
| 3 sierpnia 2013      | Białogard                            | Polska          | Plac Stanisława Wyspiańskiego                                |
| 4 sierpnia 2013      | Ustronie Morskie                     | Polska          | Amfiteatr                                                    |
| 6 sierpnia 2013      | Międzyzdroje                         | Polska          | Amfiteatr                                                    |
| 7 sierpnia 2013      | Rewal                                | Polska          | Amfiteatr                                                    |
| 10 sierpnia 2013     | Słupca                               | Polska          | Stadion Miejski, ul. Gajowa                                  |
| 11 sierpnia 2013     | Klwów                                | Polska          | Stadion Piłkarski, ul. Sportowa 2                            |
| 18 sierpnia 2013     | Libusza                              | Polska          |                                                              |
| 20 sierpnia 2013     | impreza zamknięta                    | Polska          |                                                              |
| 30 sierpnia 2013     | Niechorze                            | Polska          | Plac przy latarni                                            |
| 7 września 2013      | Berlin                               | Niemcy          | Columbiahalle                                                |
| 8 września 2013      | Mszana                               | Polska          | Ośrodek Kultury i Rekreacji, ul. Mickiewicza 92              |
| 12 września 2013     | Kraków                               | Polska          | Centrum Handlowe PLAZA                                       |
| 14 września 2013     | Kurów                                | Polska          | Zakład Kurów 1                                               |
| 9 października 2013  | impreza zamknięta                    | Polska          |                                                              |
| 12 października 2013 | Pustynia Błędowska                   | Polska          |                                                              |
| 17 października 2013 | impreza zamknięta                    | Polska          |                                                              |
| 19 października 2013 | Warszawa[B]                          | Polska          | Klub Glam, ul. Żurawia 22                                    |
| 22 października 2013 | Warszawa[C]                          | Polska          | Instytut Matki i Dziecka                                     |
| 26 października 2013 | Nowy Sącz                            | Polska          | Rynek                                                        |
| 7 listopada 2013     | impreza zamknięta                    | Polska          |                                                              |
| 20 listopada 2013    | Warszawa                             | Polska          |                                                              |
| 28 listopada 2013    | Wrocław[D]                           | Polska          | Hala Stulecia, ul. Wystawowa 1                               |
| 31 grudnia 2013      | Katowice                             | Polska          | Spodek (hala widowiskowa)                                    |
| 12 lutego 2014       | Chorzów[E]                           | Polska          | Chorzowskie Centrum Kultury                                  |
| 27 lutego 2014       | Józefów                              | Polska          | Hotel Holiday Inn                                            |
| 1 marca 2014         | Białystok                            | Polska          | Hotel Gołębiewski                                            |
| 17 maja 2014         | Warszawa                             | Polska          | Gimnazjum nr 38 im. Marii Skłodowskiej-Curie                 |
| 24 maja 2014         | Gwiździny                            | Polska          | Klub Ibiza                                                   |
| 31 maja 2014         | Tarnobrzeg                           | Polska          | tereny zielone nad Wisłą, ul. Przy Zalewie                   |
| 1 czerwca 2014       | Legionowo[F]                         | Polska          | Arena Legionowa                                              |
| 7 czerwca 2014       | Zgierz                               | Polska          | stadion MOSiR, ul. Wschodnia 2                               |
| 8 czerwca 2014       | Bielawa                              | Polska          | OWW Sudety, ul. Wysoka 1                                     |
| 10 czerwca 2014      | Warszawa                             | Polska          |                                                              |
| 11 czerwca 2014      | Warszawa                             | Polska          | impreza zamknięta                                            |
| 14 czerwca 2014      | Grudziądz                            | Polska          | Błonia Nadwiślańskie, Al. Królowej Jadwigi 1                 |
| 21 czerwca 2014      | Świnoujście[F]                       | Polska          | Hala sportowa OSiR, ul. Piłsudskiego 9                       |
| 27 czerwca 2014      | Konin                                | Polska          |                                                              |
| 28 czerwca 2014      | Nowe Miasto Lubawskie                | Polska          | Stadion Nowomiejski, ul. Jagiellońska 20                     |
| 29 czerwca 2014      | Warszawa                             | Polska          | impreza zamknięta                                            |
| 4 lipca 2014         | impreza zamknięta                    | Polska          |                                                              |
| 11 lipca 2014        | Warszawa                             | Polska          |                                                              |
| 12 lipca 2014        | Częstochowa                          | Polska          | Klub Disco Ray, ul.1 Maja 7D                                 |
| 19 lipca 2014        | Kaputy                               | Polska          | ul.Sochaczewska 218                                          |
| 25 lipca 2014        | Międzyzdroje                         | Polska          | Amfiteatr ul. Promenada Gwiazd                               |
| 26 lipca 2014        | Rewal                                | Polska          | Amfiteatr ul. Parkowa 2                                      |
| 20 lipca 2014        | Hrubieszów                           | Polska          | teren HOSiR, ul. Ciesielczuka 2                              |
| 10 sierpnia 2014     | impreza zamknięta                    | Polska          |                                                              |
| 22 sierpnia 2014     | Szczecin[G] (Eska Music Awards 2014) | Polska          | Hala Widowiskowo-Sportowa, ul. Szafera                       |
| 24 sierpnia 2014     | Korzeńsko                            | Polska          | Stadion sportowy                                             |
| 30 sierpnia 2014     | Szczecinek                           | Polska          |                                                              |
| 6 września 2014      | Józefosław                           | Polska          | ul. Cyraneczki                                               |
| 7 września 2014      | Grabówka                             | Polska          |                                                              |
| 8 września 2014      | Józefów                              | Polska          | Holiday Inn                                                  |
| 13 września 2014     | Kielce                               | Polska          | Amfiteatr Kadzielnia                                         |
| 20 września 2014     | Londyn                               | Wielka Brytania | O2 Shepherd’s Bush Empire, O2 Shepherd’s Bush Green, W12 8TT |
| 6 października 2014  | Józefów                              | Polska          | Holiday Inn                                                  |
| 26 października 2014 | Warszawa                             | Polska          | Galeria Piastów, ul. Najświętszej Marii Panny 9              |
| 18 października 2014 | Legnica                              | Polska          | Klub Glam, ul. Żurawia 22                                    |
| 6 listopada 2014     | Warszawa                             | Polska          |                                                              |
| 8 listopada 2014     | Warszawa                             | Polska          | Virgin akustycznie                                           |
| 15 listopada 2014    | Września                             | Polska          | Wrzesiński Ośrodek Kultury, ul. Kościuszki 21                |
| 21 listopada 2014    | Lidzbark Warmiński                   | Polska          |                                                              |
| 22 listopada 2014    | Gdańsk                               | Polska          |                                                              |
| 23 listopada 2014    | Londyn                               | Wielka Brytania | The Forum, 9-17 Highgate Road                                |
| 25 listopada 2014    | Warszawa                             | Polska          |                                                              |
| 28 listopada 2014    | Kraków                               | Polska          | Klub Studencki Kwadrat, ul. Skarżyńskiego 1                  |
| 29 listopada 2014    | Częstochowa                          | Polska          | Klub Disco Ray, ul.1 Maja 7D                                 |
| 31 grudnia 2014      | Gdynia[H]                            | Polska          | Skwer Kościuszki w Gdyni                                     |
| 10 stycznia 2015     | Radom                                | Polska          |                                                              |
| 6 lutego 2015        | Lublin                               | Polska          |                                                              |
| 14 lutego 2015       | Karpacz                              | Polska          |                                                              |
| 19 lutego 2015       | Warszawa                             | Polska          | Teatr Capitol                                                |
| 21 lutego 2015       | impreza zamknięta                    | Polska          |                                                              |
| 29 lutego 2015       | impreza zamknięta                    | Polska          |                                                              |
| 7 marca 2015         | Toruń                                | Polska          |                                                              |
| 14 marca 2015        | Warszawa                             | Polska          | Klub Glam, ul. Żurawia 22                                    |
| 17 marca 2015        | Warszawa[I](Taniec z gwiazdami)      | Polska          | ATM studio                                                   |
| 17 marca 2015        | Warszawa                             | Polska          | Hilton Warsaw Hotel and Convention Centre                    |
| 18 kwietnia 2015     | Dąbrowa Górnicza                     | Polska          | ul. Jana III Sobieskiego 6, impreza Motoserce                |
| 1 maja 2015          | Bruksela                             | Belgia          | Mirano Continental, Chaussee de Louvain 38                   |
| 2 maja 2015          | Bochum                               | Niemcy          | Klub Polonia Palais, ul. Alleestr. 129                       |
| 10 maja 2015         | impreza zamknięta                    | Polska          |                                                              |
| 15 maja 2015         | impreza zamknięta                    | Polska          |                                                              |
| 17 maja 2015         | Samborzec                            | Polska          |                                                              |

Adnotacje
- A^ Lato z Radiem[18]
- B^ Oficjalny zlot fanów[19]
- C^ Koncert charytatywny[20]
- D^ DVD Koncertowe[21]
- E^ Gala „Niegrzeczni 2014” – Polsat[22]
- F^ Letnia scena ESKI – „Anty Tour”[23]
- G^ Eska Music Awards 2014 – TVP 1[24]
- H^ Sylwestrowa Moc Przebojów 2014 – Polsat[25]
- I^ Dancing with the stars. Taniec z gwiazdami – Polsat[26]